# Booka Shade
Booka Shade is een Duits dance-duo dat binnen diverse stijlen actief is. Het duo bestaat uit Walter Merziger (1969) en Arno Kammermeier (1968), die zijn begonnen als  Synthpop-duo. Maar in de jaren negentig vinden ze aansluiting bij de Frankfurtse trancescene. In de jaren negentig producereerde het duo vooral clubmuziek, waarbij Booka Shade een van de vele projecten was. Na de doorbraak met de singles Mandarine Girl en Body Language en het album Movements in de perdiode 2005-2006, werd Booka Shade de hoofdact.

## Vroege projecten
Merziger en Kammermeier ontmoeten elkaar op school als ze 13 zijn en samen in een schoolband zitten. Het klikt goed tussen de twee en ze blijven samenwerken. Samen starten ze in 1988 de Synthpop-band Indian Summer samen met Peter Hayo. Het groepje maakt twee singles. Daarna hernoemden ze de band naar Planet Claire, vernoemd naar een song van de The B-52's,  Daarmee brengen ze de albums Planet Claire (1994) en After the Fire (1995) uit. Heel succesvol is Planet Claire niet. Vanaf 1995 wordt er dan ook geen energie meer in gestoken. Naast de band vinden de mannen in de vroege jaren negentig ook aansluiting bij de trancecene die in hun woonplaats Frankfurt floreert. Onder een groot aantal namen worden er trancesingles geproduceerd. Een succes hebben ze met Una Musica Senza Ritmo (1992) van het project Degeneration. Enkele projecten zijn met Peter Hayo, maar ook enkele zijn van Merziger en Kammermeier samen. Een daarvan is het meer Deephouse-gerichte Booka Shade. Daarmee brengen ze in 1995 als eerste de ep Kind Of Good uit. In 1996 verschijnt nog Silk, waarna het project weer een tijd de ijskast in gaat. In de periode 1995-2000 produceren ze ook nog enkele Eurodance en Happy hardcore singles, die weinig succes kennen. Een ervan is Sugar Sugar van Sugar Sisters, dat ze samen met Torsten Stenzel produceren. Ze krijgen aan het einde van de jaren negentig andere ambities dan het maken van clubmuziek. Ze proberen aan de bak te komen als producer voor soundtracks en andere artiesten. Maar dat loopt uit op een teleurstelling.

## Doorbraak als Booka Shade
In 2002 besluiten Merziger en Kammermeier met een schone lei te beginnen en verhuizen ze naar Berlijn. Daar richten ze samen met DJ T. en M.A.N.D.Y. Get Physical Records op. Daarna blazen ze hun project Booka Shade nieuw leven in. Twee jaar later verschijnt het album Memento, dat nog vooral onder een klein publiek bekend is. Een doorbraak naar een groter publiek volgt in 2005 als de singles Mandarine Girl en Body Language (met M.A.N.D.Y.) populair zijn in de clubs. In het kielzog daarvan verschijnt het album Movements, dat goed wordt ontvangen. Booka Shade groeit daarna uit tot een stabiele act waaran geregeld albums verschijnen. De populariteit zorgt ook voor een verzoek om een DJ Kicks album te mixen voor Studio !K7. Ook komt er een grote hoeveelheid opdrachten voor remixen, waarvan een aantal samen met M.A.N.D.Y.. In 2008 verschijnt The Sun & The Neon Light waarop samenwerkingen staan met het Deutsches Filmorchester Babelsberg, ook staat er voor het eerst tracks op waar vocalen worden gebruikt. Op More! (2010) wagen ze zich opnieuw aan vocale tracks. Daarbij is een opvallende gastrol weggelegd voor de band Yello. Voor de opname van Eve (2013) vestigt het duo zich in Manchester. Op dit album is een gastrol voor Fritz Kalkbrenner en ook Fritz Helder van Azari & III krijgt een rol. In 2015 maken ze een kort uitstapje terug naar meer clubgericht werk met het project Yaruba. Er wordt ook een nieuw label opgericht. Blaufield Music, waar vanaf dat moment het werk van Booka Shade zal verschijnen. Daar brengen ze in 2016 een verjaardagseditie van Movements uit met daarop een reeks remixen als bonustracks. Hiervan verschijnen twee ep's. Op het album Galvany Street (2017) zet het duo meer koers richting Synthpop. Het album heeft enkel vocale tracks, waarbij een belangrijke rol is weggelegd voor Archive-zanger Craig walker. Het album Dear Future self heeft weer ruimte voor diverse gasten. De bijdrage van spoken word zanger Lazarusman is daarin zelfs goed voor een Grammy Award-nominatie. De Coronapandemie zorgt dat het duo niet kan optreden. Daardoor kunnen ze veel tijd steken in het produceren van nieuwe muziek. Zo maken ze met diverse vocalisten het album Booka Shade Presents: Voices of Hope. Het album Both (2021) is een terugkeer naar instrumentale elektronica.

## Discografie

### Albums
- 2004 - "Memento"
- 2006 - "Movements"
- 2007 - "DJ-Kicks"
- 2008 - "Movements - The Tour Edition"
- 2008 - "The Sun & The Neon Light"
- 2008 - "Cinematic Shades (The Slow Songs)"
- 2010 - "More!"
- 2013 - "Eve"
- 2016 - "Movements 10" (2cd)
- 2017 - "Galvany Street"
- 2018 - "Cut the strings"
- 2020 - "Dear future self"
- 2021 - "Booka Shade Presents: Voices of Hope"
- 2021 - "Both"
- 2023 - "20 Years Reworked"
- 2024 - "Link To The Invisible"

### Singles
- 1995 - "Kind of Good"
- 1996 - "Silk"
- 2004 - "Every Day in My Life" (Marc Romboy vs. Booka Shade)
- 2004 - "Stupid Questions"
- 2004 - "Vertigo / Memento"
- 2005 - "Body Language" (M.A.N.D.Y. vs. Booka Shade)
- 2005 - "Mandarine Girl"
- 2005 - "Memento Album Remixes"
- 2006 - "Darko"
- 2006 - "In White Rooms"
- 2006 - "Night Falls"
- 2006 - "Played Runner" (DJ T. vs. Booka Shade)
- 2007 - "Body Language" (M.A.N.D.Y. vs. Booka Shade) (remixes)
- 2007 - "Tickle / Karma Car"
- 2007 - "Numbers (DJ Kicks)"
- 2008 - "Charlotte"
- 2008 - "Donut" (M.A.N.D.Y. vs. Booka Shade)
- 2010 - "Bad Love"
- 2010 - "Regenerate"

## Remixes
Alle remixes heten Booka Shade Remix tenzij anders is aangeven. Ze hebben meerdere nummers samen met M.A.N.D.Y. geremixt.
- 1996 - Blue Fiction - "When the Girl Dances"
- 1996 - Natural Born Grooves - "Forerunner"
- 1996 - Solid - "Fall Down on Me"
- 1996 - Smokin Beats - "Disco Dancin"
- 1996 - Taucher - "Happiness"
- 2004 - Freeform Five - "Strangest Things" (M.A.N.D.Y. Remix)
- 2004 - Joakim - "Come into My Kitchen" (M.A.N.D.Y. Remix)
- 2005 - Moby - "Dream About Me"
- 2005 - Tahiti 80 - "Big Day"
- 2005 - Fischerspooner - "Just Let Go" (M.A.N.D.Y. Remix)
- 2005 - Chelonis R. Jones - "Middle Finger Music"
- 2005 - The Juan MacLean - "Tito's Way"
- 2005 - The Knife - "Pass This On" (M.A.N.D.Y. Knifer Mix)
- 2005 - Mylo - "In My Arms" (M.A.N.D.Y. Remix)
- 2005 - Rex the Dog - "Prototype" (M.A.N.D.Y. Remix)
- 2006 - Depeche Mode - "Martyr" (Booka Shade Travel Mix/Booka Shade Full Vocal Mix Edit/Booka Shade Dub Mix)
- 2006 - Hot Chip - "(Just Like We) Breakdown" (Booka Shade Dub Mix/Booka Shade Vox Mix)
- 2006 - The Knife - "Marble House" (Booka Shade's Remix/Booka Shade's Polar Light Remix/Booka Shade's Polar Light Dub)
- 2006 - Lindstrøm - "I Feel Space" (M.A.N.D.Y. Remix)
- 2006 - Mylo - "Muscle Car" (DJ T. Remix)
- 2006 - Rockers Hi-Fi - "Push Push" (M.A.N.D.Y. Pusher Remix)
- 2006 - Spektrum - "May Day" (DJ T. Remix)
- 2006 - Tiefschwarz met Tracey Thorn - "Damage" (M.A.N.D.Y. Rmx/M.A.N.D.Y. Dub Mix)
- 2006 - Yello - "Oh Yeah"
- 2007 - Azzido Da Bass - "Lonely By Your Side"
- 2007 - Tiga - "3 Weeks" (Booka Shade Vocal Mix/Booka Shade Dub)
- 2007 - Dave Gahan - Kingdom (Booka Shade Club Mix)